# Luca Grimaldi
Luca Grimaldi (Gènova, ? - 18 d'abril de 1275/1308) fou un trobador llombard. No hi ha informació homogènia i coherent sobre aquest trobador tant pel que fa a les dades de referència biogràfiques com a la identificació precisa de la persona. No queda cap rastre del seu corpus poètic literari i tot el que en sabem es deu a fonts documentals de tercers.
Sabem que va existir un trobador amb aquest nom perquè Joan de Nòstra Dama l'esmenta entre els poetes provençals que van escriure en llengua occitana.
El lingüista italià Giulio Bertoni l'identifica amb un Luca Grimaldi mort el 1275, la primera notícia del qual és el 1240 quan hauria estat "presente alla stipulazione della lega stretta da Milano e Genova con Federico II". Durant aquest temps el nom "Luca Grimaldi" va apareixent en d'altres actes genoveses del "Liber Jurium Januae", tot i que no és possible afirmar que siguin sempre la mateixa persona. Per altra banda, l'alemany Oskar Schultz-Gora el distingeix clarament de l'homònim Luchetto Grimaldi, fill d'un tal Oberto, que segons Bertoni Desimoni i Belgrano l'havien identificar erròniament com a poeta.
El nom Luca Grimaldi apareix en documents que van des del 1242 fins al 1252, però no se sap si és el trobador. Aquest nom apareix encara en un document de 1267 junt amb el de Simone Doria i Luchetto Gattilusio, també trobadors que escrivien en occità. El 1258 trobem un Luca Grimaldi com a ambaixador del papa Alexandre IV. El 1262 fou nomenat governador de la ciutat amb Giacomo Grillo i altres ciutadans. El 1269, juntament amb el seu germà Bovarello, aquest Luca Grimaldi va rebre l'encàrrec de Carlo d'Angiò de "rebre amb honor a Gènova els ambaixadors del Soldà de Babilonia". El 1271 fou nomenat alcalde de Ventimiglia.
Tanmateix, la data de la mort del trobador (1308) donada per Nòstra Dama no s'adiria amb cap dels Luca Grimaldi proposats.